# ザ・パーフェクト
ザ・パーフェクトは、サンミュージックプロダクションに所属する日本のお笑いコンビ。

## メンバー
- ハードパンチャー妹尾（本名:妹尾 諒〈せのお りょう〉[1]1987年12月27日 - ）（37歳）
ボケ[2]・ネタ作り担当[3]、立ち位置は向かって左。
岡山県倉敷市出身[4]。
身長172cm、血液型A型。
Mr.Childrenのファン。
特技は野球、器械体操。岡山県立玉島商業高等学校時代の部活は野球部だった[4]。
高校卒業後はスポーツ専門学校へ進学[5]。
簿記検定2級の資格有り。
高校の文化祭で2年続けて漫才を披露したものの2年連続でスベったため、その悔しさと反骨心からプロの芸人を目指すようになった[5]。コンビ『セノキオ』として活動した後、トリオ『ピープルズ』（2011年 - 2012年）を組んでいた[6]。
- ピンボケたろう（1989年5月2日 - ）（35歳）
ツッコミ担当[2]、立ち位置は向かって右。
福島県郡山市出身[7]。
身長170cm、血液型A型。
特技はダンス、パントマイム。
そろばん2級の資格有り。
日本大学東北高等学校卒業[7]。演劇部に所属していた[8]。
専門学校東京アナウンス学院[7]芸能バラエティ科出身。東京アナウンス学院時代はコンビ『虹色ひまわり』（当時の相方は現・ピン芸人のいのけん）を組み、解散後は本名の名義でピン芸人として活動。その途中で現在の芸名へ変更した。
ネタがコント中心だった頃は、たろうが主にネタを書いていた[9]。
風貌が宮戸洋行（GAG）に似ている。

（）

## 来歴
ピン芸人として活動していたたろうと、前年（2012年）にピープルズを解散した妹尾によって2013年秋に結成。本人たち曰く事務所の中でも“落ちこぼれ”同士が組んだコンビで、結成当初は後輩たちにも見下され最初はネタでも試行錯誤が続いたという。
コンビ名の由来は、人から舐められないようかっこいい名前にしたいと考え「この世にザ・パーフェクト（完璧な人間）などいない」というのを伝えたくなって事務所の先輩だった橋本裕介（元・ロックンロールコメディーショー、現在はぺこぱなどを担当するマネージャー）に名付けてもらった。本人たちは「付け方がMr.Childrenと同じ考え方」とも話している。他にコンビ名の候補は他に「3分間の奇跡」「ハードパンチャー」「メソポタミオ」「ザ・バザー」があったという。
2015年途中から漫才を始め、同年爆笑ファクトリーハウス笑けずり（NHK BSプレミアム）の第1回で優勝。同年のM-1グランプリでは準々決勝まで進出、2016年・2018年も準々決勝へ進出した。

## 芸風
漫才の流れは妹尾が客の予想の裏をかいたようなわかりにくいと言われるボケを繰り出し、たろうがツッコみながらその意味を解説していくというパターンが多い。妹尾曰く「自分のボケがお客さんに伝わらない」とのことでこのスタイルになったという。
かつてはネタはコント中心だったが、2015年途中から漫才をメインに変更。漫才を始める前は上半身裸でネタをやったり、ビニール製のバットを振りながら絶叫するネタなど奇抜なスタイルを演じていた。

## 賞レース戦歴

### M-1グランプリ
| 年度   | 結果         | エントリー No. | 会場                   | 日時           | 備考 |
| ------ | ------------ | -------------- | ---------------------- | -------------- | ---- |
| 2015年 | 準々決勝進出 | 2572           | 浅草公会堂             | 2015年11月3日  |      |
| 2016年 | 準々決勝進出 | 1967           | NEW PIER HALL          | 2016年11月6日  |      |
| 2017年 | 3回戦進出    | 515            | ルミネtheよしもと      | 2017年10月23日 |      |
| 2018年 | 準々決勝進出 | 1124           | NEW PIER HALL          | 2018年11月6日  |      |
| 2019年 | 準々決勝進出 | 4448           | NEW PIER HALL          | 2019年11月19日 |      |
| 2020年 | 2回戦進出    | 943            | よしもと有楽町シアター | 2020年11月4日  |      |
| 2021年 | 2回戦進出    | 304            | 雷5656会館ときわホール | 2021年10月15日 |      |
| 2022年 | 2回戦進出    | 422            | 雷5656会館ときわホール | 2022年10月16日 |      |
| 2023年 | 3回戦進出    | 5278           | KANDA SQUARE HALL      | 2023年11月8日  |      |
| 2024年 | 3回戦進出    | 5358           | KANDA SQUARE HALL      | 2024年11月7日  |      |

## 出演

### テレビ
- 特報!B級ニュースSHOW（2013年3月26日、テレビ東京） - 妹尾のみ
- ひろいきの（2014年2月18日・2月25日・5月3日、フジテレビ）
- 爆笑ファクトリーハウス 笑けずり（2015年8月14日 - 9月25日、NHK BSプレミアム）
- 初笑い東西寄席（2016年1月3日、NHK総合テレビジョン）
- 林家正蔵の演芸図鑑（2016年2月28日、NHK総合テレビジョン）
- ヒガンバナ〜警視庁捜査七課〜 第3話（2016年1月27日、日本テレビ）
- あさイチ「ピカピカ☆学園」（NHK総合テレビジョン）- 生中継レポーター（たろうのみ）
- 爆笑!お台場コサキン亭（2016年4月23日、BSフジ）
- じわじわチャップリン（テレビ東京）
- Let's天才てれびくん（2016年11月15日、NHK Eテレ）
- 福島まるごとライブ ヨジデス（福島放送、水曜レギュラー）
- ネタパレ（フジテレビ、2019年6月21日）

### テレビドラマ
- 相棒 第14話（2016年2月3日、テレビ朝日）- 慎也 役（妹尾）、正樹 役（たろう）
- 仮面ライダービルド 第5話・第6話（2017年10月1日・10月8日、テレビ朝日） - 岸田立弥 / プレススマッシュ（声） 役（たろうのみ）

### ラジオ
- サンドウィッチマンの天使のつくり笑い（NHKラジオ第1放送）- 2015年11月17日
- マイナビ Laughter Night（TBSラジオ）

### 映画
- アイアムアヒーロー（2016年4月23日、全国東宝系公開）- たろうのみ

### ウェブテレビ
- スピードワゴンの月曜The NIGHT（2018年6月12日、AbemaTV）